# بزرگراه ۲آ انتاریو
بزرگ‌راه ۲آ انتاریو (انگلیسی: Ontario Highway 2A) نامگذاری پنج بزرگراه مستقل استانی در استان انتاریو بود. بزرگراه 2A یک مسیر جایگزین به بزرگراه ۲ در چاتهام-کنت، انتاریو، لندن، انتاریو و کورنوال، انتاریو بود.